# Mantrailing
Il mantrailing (contrazione dei termini inglesi man "uomo" e trailing "inseguendo, tracciando") è la ricerca di persone tramite l'utilizzo di cani da utilità appositamente addestrati per sfruttare le loro sviluppatissime capacità olfattive.
Un cane da mantrailing è addestrato per seguire la specifica traccia olfattiva di una singola persona (discriminazione olfattiva), mentre un cane da ricerca segue tracce olfattive umane in genere.
I cani maintrailing operano generalmente imbragati e col guinzaglio lungo 10 metri, negli edifici, nei centri abitati, così come in zone boschive.
Il mantrailing è adottato dalle forze di polizia e dai cani da salvataggio per ritrovare criminali fuggitivi o persone scomparse anche in ambienti affollati o in luoghi nascosti privi di tracce visibili. Esso richiede dei team di addestramento più costosi e più specializzati di quelli necessari per gli altri tipi di cani da ricerca.
Anche se non trovano sempre i dispersi, per ragioni varie, i cani da maintrailing danno quasi sempre indicazioni utile al ritrovamento. Dopoché un testimone crede d'aver visto lo scomparso, questi cani sono anche capaci di fare capire se la persona ricercata è stata veramente o meno nel luogo del presunto avvistamento. Nell'eventualità di decesso della persona scomparsa, il cane non è in grado di condurre fino al corpo poiché l'odore del cadavere non corrisponde a quello dato all'inizio della ricerca. Però, l'animale può indicare comunque una zona dove si può ritrovare il cadavere.

## Traccia olfattiva
Il cane da mantrailing segue la traccia olfattiva unica lasciata da una persona. Ogni persona dissemina svariate migliaia di cellule epiteliali al minuto, queste sono accompagnate da altri residui, della sudorazione, della respirazione, prodotti di degradazione metabolica, tracce di sangue oppure di sostanze chimiche, ad esempio cosmetici o detergenti generando una traccia unica per ogni persona.
Questo odore individuale può essere paragonato a un'impronta digitale.
I suoi componenti che il cane percepisce durante il mantrailing non sono ancora stati completamente chiariti. La spiegazione più comune è che l'odore umano sia prodotto dall'azione batterica sulle cellule morte della pelle e sulle secrezioni, nonché sui prodotti di degradazione metabolica endogena.
Per avviare la ricerca serve un input olfattivo che può essere un indumento o un oggetto personale della persona da ricercare ma anche la traccia lasciata all'interno di un luogo chiuso, ad esempio un veicolo, oppure in un punto di passaggio certo. Il cane da mantrailing assorbe l'odore e segue la traccia anche in luoghi affollati, contesti urbani e può seguire anche tracce vecchie di qualche giorno.
Alcuni fattori permanenti e le condizioni ambientali (vento, clima e temperatura) influenzano la qualità e la durata della traccia.
Le cellule umane persistono per diversi periodi di tempo: le cellule della pelle circa 36 ore, mentre i globuli rossi circa 120 giorni.
Anche le persone a bordo di un veicolo in movimento, che pure è relativamente isolato, lasciano una traccia olfattiva che i cani sono in grado di seguire..
I dati certificati relativi all'effettiva durata delle tracce olfattive sono disponibili solo in misura limitata. Gli studi mostrano che le durate variano da 48 ore a sei mesi.

## Diffusione
I cani da mantrailing sono da anni in dotazione alle forze di polizia di Stati Uniti, Spagna, Francia, Germania e Svizzera.
La Germania li adottò per la prima volta nel 2004. Sul finire del primo decennio degli anni Duemila, divenne di prassi un corso di addestramento biennale. Nel 2012, il tribunale distrettuale di Norimberga-Fürth si è pronunciato sull'uso di cani da fiuto come prova. Il tribunale penale ha specificato i requisiti per un'operazione di questo tipo da parte della polizia del Libero Stato della Baviera.
In Italia, furono utilizzati per la prima volta per le ricerche di Yara Gambirasio, a seguito di un prestito da parte di associazioni private svizzere. In tale occasione, i giornali coniarono l'espressione "cani molecolari".
Al 2023, l'Italia non ha ancora riconosciuto la disciplina del mantrailing a livello governativo, motivo per il quale sia le Forze di polizia che Vigili del fuoco italiani sono privi di cani e di uomini addestrati con questa disciplina.

## Razze più adatte
Il Chien de Saint-Hubert e lo Scenthound sono le razze più adatte per il mantrailing, ma anche razze come il Labrador retriever e il Golden retriever si sono dimostrate valide nella pratica. Un metodo di addestramento diffuso è il Metodo Kocher.
Le prestazioni ottenute dipendono dalle capacità individuali del cane. In linea di principio, i cani con la migliore predisposizione genetica in termini di dimensioni dell'epitelio olfattivo e di annesse cellule sensoriali olfattive sono quelli più adatti.